# لوسیانو آلفیری
لوسیانو آلفیری (انگلیسی: Luciano Alfieri؛ ۳۰ مارس ۱۹۳۶ - ۲ فوریهٔ ۲۰۲۴) بازیکن فوتبال اهل ایتالیا بود.
از باشگاه‌هایی که در آن بازی کرده‌است می‌توان به باشگاه فوتبال آ.ث. میلان اشاره کرد.
وی همچنین در تیم ملی فوتبال ایتالیا بازی کرده‌است.